# Найближчий спільний предок

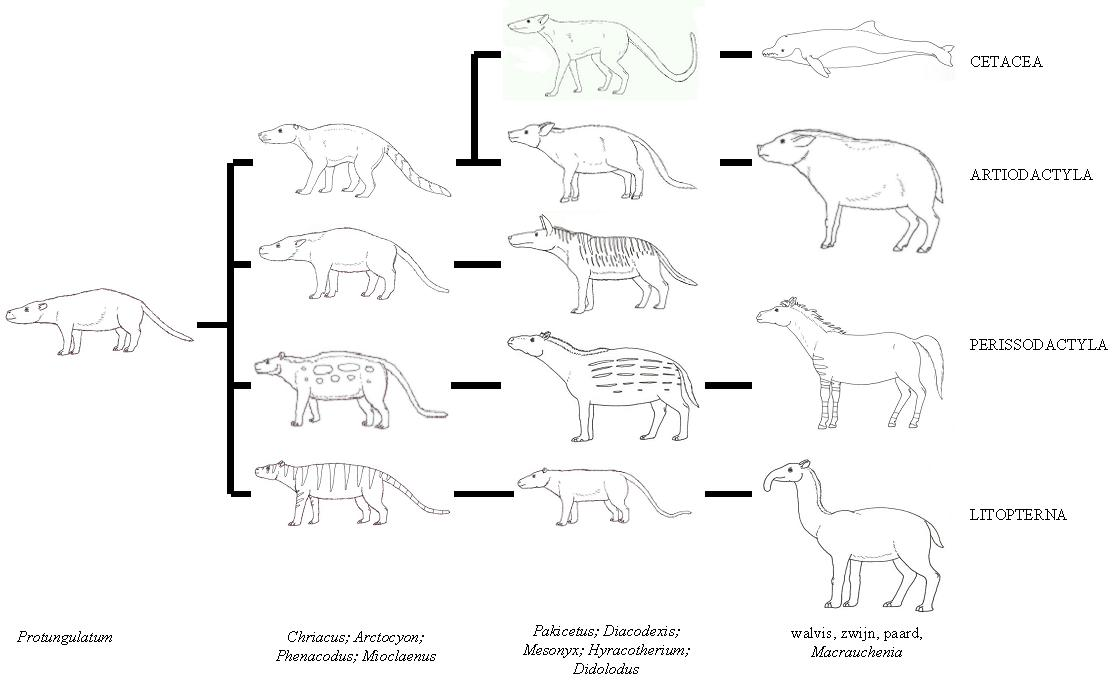
Еволюційне древо китоподібних (також включені копитні)

Найближчий спільний предок (БСП) або Останній спільний предок (ОСП) (англ. Most recent common ancestor або англ. MRCA) — термін в  біології, який позначає останню  особину, від якої походять всі організми в певній групі. Термін також часто використовується в  генеалогії.
Наприклад, Protungulatum — БСП для  літоптерн,  непарнокопитних,  парнокопитних і  китоподібних.

#### Ресурси Інтернету
- Вікісховище має мультимедійні дані за темою: Найближчий спільний предок
- DNA Mysteries — The Search for Adam — by Spencer Wells — National Geographic, 2008
- The Real Eve: Modern Man's Journey Out of Africa — by Stephen Oppenheimer — Discovery Channel, 2002
- Journey of Man: A Genetic Odyssey (movie) by Spencer Wells — PBS and National Geographic Channel, 2003
- The One Trillion Principle- Counting our Ancestors
- Walsh B (June 2001). Estimating the time to the most recent common ancestor for the Y chromosome or mitochondrial DNA for a pair of individuals (PDF). Genetics. 158 (2): 897—912. PMC 1461668. PMID 11404350.